# Раул Густаво Перейра Бікальйо
Раул Густаво Перейра Бікальйо (порт. Raul Gustavo, нар. 24 квітня 1999, Педро-Леопольдо) — бразильський футболіст, захисник угорського клубу ФК «Нью-Йорк Сіті». Виступав також за низку бразильських клубів. Переможець Ліги Баїяно. Чемпіон Угорщини.

## Ігрова кар'єра
Раул Густаво народився 1999 року в місті Педро-Леопольдо. Розпочав займатися футболом у юнацькій команді футбольного клубу «Демократа», пізніше грав у юнацькій команді бразильського клубу «Бетіненсе», хорватського клубу «Локомотива», а пізніше повернувся на батьківщину до школи футбольного клубу «Корінтіанс». У 2020 році «Корінтіанс» віддав Раула Густаво в оренду до клубу «Інтернасьйонал Лімейра», і ще в цьому році футболіст повернувся до «Корінтіанса», в якому грав до 2022 року. На початку 2023 року футболіста знову віддали в оренду, цього разу до клубу «Баїя», з яким він став переможцем Ліги Баїяно.
У 2024 році бразильський захисник став гравцем угорського клубу «Ференцварош». У складі команди Раул Густаво в сезоні 2024—2025 років став чемпіоном Угорщини

## Титули і досягнення
- Переможець Ліги Баїяно (1):

«Баїя»: 2023
- Чемпіон Угорщини (1):

«Ференцварош»: 2024–2025